# Yūnosuke Itō

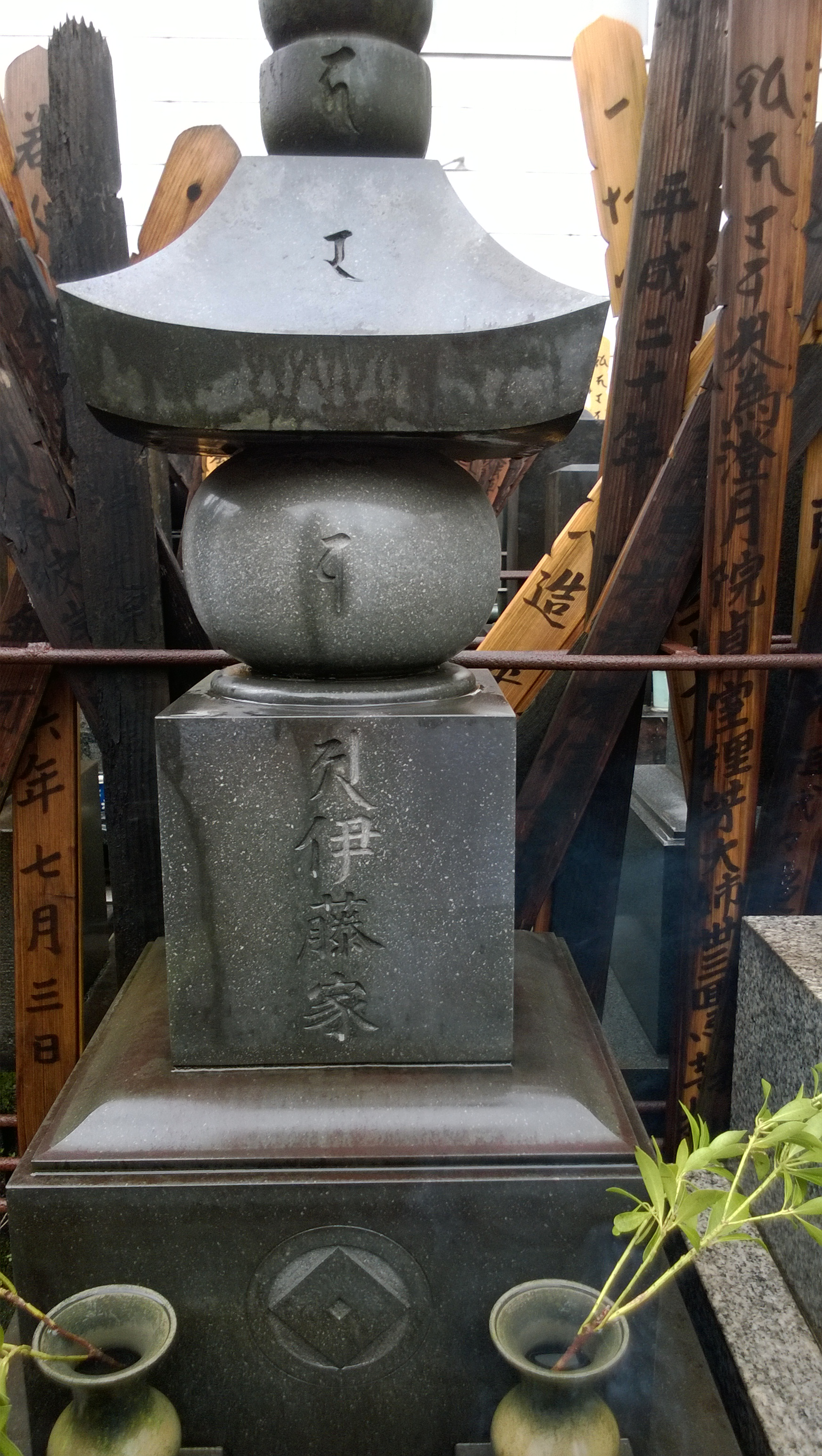
Mormântul lui Yūnosuke Itō de la Templul Saikoji, Chitose, Tokyo

Yūnosuke Itō (伊藤雄之助 Itō Yūnosuke?, n. 3 august 1919, Tōkyō, Japonia – d. 11 martie 1980) a fost un actor de film japonez, care a jucat în peste 100 de filme.

## Biografie
Yūnosuke Itō s-a născut în 1919 și a fost fiul actorului de teatru kabuki Sawamura Sōnosuke. În anul 1946 a fost angajat de compania Toho și a debutat ca actor de film. Fața sa alungită și suptă era asemănătoare cu cea a lui Seiji Miyaguchi (interpretul samuraiului Kyūzō, maestrul spadasin din Cei șapte samurai), iar istoricul de film Stuart Galbraith IV susține că această asemănare l-a făcut să primească uneori roluri care i se potriveau mai degrabă lui Miyaguchi. Din cauza înfățișării sale a jucat în mod tipic roluri de răufăcători, precum unul din directorii rivali ai industriașului Kingo Gondo în Tengoku to jigoku (1963) și asasinul slinos Kenmotsu Hashino în Samurai (1965), fiind antagonistul personajelor interpretate de Toshirō Mifune. A fost unul din actorii obișnuiți ai filmelor lui Akira Kurosawa.
Deși era în principal un actor de compoziție, interpretând personaje memorabile precum romancierul din filmul Ikiru (1952) și guvernatorul Mutsuta din filmul Sanjuro (1962), ambele regizate de Akira Kurosawa, a avut și roluri principale, precum în filmul Mr. Pu (1953) al lui Kon Ichikawa. A apărut în mai mult de 170 de filme între 1932 și 1980. A decedat în anul 1980.
În 2008 Yūnosuke Itō a fost unul dintre actorii comemorați la festivalul de film Șapte personaje secundare organizat în acum dispărutul Cinematograf Artone din districtul comercial și de divertisment Shimokitazawa al capitalei Tokyo.

## Filmografie selectivă
- 1949: Passion sans frein (果しなき情熱 Hateshinaki jonetsu?), regizat de Kon Ichikawa
- 1949: Chien enragé (野良犬 Nora-inu?), regizat de Akira Kurosawa - directorul teatrului[14]
- 1950: Les Quatre saisons de la femme (女の四季 Onna no shiki?), regizat de Shirō Toyoda
- 1950: Sanshiro de Ginza (銀座三四郎 Ginza Sanshirō?), regizat de Kon Ichikawa
- 1950: Poursuite à l'aube (暁の追跡 Akatsuki no tsuiseki?), regizat de Kon Ichikawa
- 1951: Matashirō gyōjōki: Onihime shigure (又四郎行状記 鬼姫しぐれ?), regizat de Nobuo Nakagawa - Kojirō Naitō
- 1951: L'Homme sans nationalité (無国籍者 Mukokuseki-sha?), regizat de Kon Ichikawa - Donchan
- 1951: Bungawan Solo (ブンガワンソロ Bungawan Soro?), regizat de Kon Ichikawa
- 1951: La Marche nuptiale (結婚行進曲 Kekkon koshinkyoku?), regizat de Kon Ichikawa
- 1952: Umon torimonochō: Hikanoko ihen (右門捕物帖 緋鹿の子異変?), regizat de Nobuo Nakagawa - Benitarō
- 1952: Monsieur Lucky (ラッキーさん Rakki-san?), regizat de Kon Ichikawa
- 1952: Sekishun (惜春?), regizat de Keigo Kimura - Toshikazu Kanemura
- 1952: Koikaze gojūsan-tsugi (恋風五十三次?), regizat de Nobuo Nakagawa
- 1952: Les Jeunes Gens (若い人 Wakai hito?), regizat de Kon Ichikawa
- 1952: La Belle et le Voleur (美女と盗賊 Bijo to tozoku?), regizat de Keigo Kimura - Dohachi
- 1952: Kyō wa kaisha no getsuyobi (今日は会社の月給日?), regizat de Nobuo Nakagawa
- 1952: Vivre (生きる Ikiru?), regizat de Akira Kurosawa - romancierul[15]
- 1952: La Femme qui a touché les jambes (足にさわった女 Ashi ni sawatta onna?), regizat de Kon Ichikawa
- 1952: Par ci, par là (あの手この手 Anote konote?), regizat de Kon Ichikawa
- 1953: Monsieur Pû (プーサン Pū-san?), regizat de Kon Ichikawa - Yonekichi Noro
- 1953: La Révolution bleue (青色革命 Aoiro kakumei?), regizat de Kon Ichikawa - profesorul asistent Kamoi
- 1953: La Jeunesse de Heiji Zenigata (天晴れ一番手柄 青春銭形平次 Seishun Zenigata Heiji?), regizat de Kon Ichikawa - Hachigoro
- 1953: Les Amants (愛人 Aijin?), regizat de Kon Ichikawa - Kaji
- 1954: Le Protégé de la compagnie I (坊ちゃん社員 Botchan shain?), regizat de Kajirō Yamamoto - Yazaki
- 1954: Trois amours (三つの愛 Mittsu no ai?), regizat de Masaki Kobayashi
- 1954: Dorodarake no seishun (泥だらけの青春?), regizat de Ichirō Sugai - Hatayama
- 1954: La Vallée de l'amour et de la mort (愛と死の谷間 Ai to shi no tanima?), regizat de Heinosuke Gosho
- 1954: Un milliardaire (億万長者 Okuman choja?), regizat de Kon Ichikawa - politician
- 1954: Le coq chante deux fois (鶏はふたゝび鳴く Niwatori wa futatabi naku?), regizat de Heinosuke Gosho
- 1955: Journal d'un policier (警察日記 Keisatsu nikki?), regizat de Seiji Hisamatsu
- 1955: Bōmeiki (亡命記?), regizat de Yoshitarō Nomura
- 1955: Haru no yo no dekigoto (春の夜の出来事?), regizat de Katsumi Nishikawa - Yoshioka
- 1955: Mittsu no kao (三つの顔?), regizat de Umetsugu Inoue
- 1955: Tsukiyo no kasa (月夜の傘?), regizat de Seiji Hisamatsu - Gorō Suzuki
- 1955: Zoku keisatsu nikki (続警察日記?), regizat de Seiji Hisamatsu - Kaminari
- 1956: La Harpe de Birmanie (ビルマの竪琴 Biruma no Tategoto?), regizat de Kon Ichikawa - șeful satului
- 1956: Je t’achèterai (あなた買います Anata Kaimasu?), regizat de Masaki Kobayashi - Ippei Tamaki
- 1956: La Pièce aux murs épais (壁あつき部屋 Kabe atsuki heya?), regizat de Masaki Kobayashi
- 1957: Le Corbeau jaune (黄色いからす Kiiroi karasu?), regizat de Heinosuke Gosho - Ichiro Yoshida
- 1957: Le Quartier des fous (気違い部落 Kichigai buraku?), regizat de Minoru Shibuya - Tetsuji Murata
- 1958: La Ballade de Narayama (楢山節考 Narayama-bushi-kō?), regizat de Keisuke Kinoshita
- 1958: Les Géants et les Jouets (巨人と玩具 Kyojin to gangu?), regizat de Yasuzō Masumura - Junji Harukawa
- 1958: La Veste rouge (赤い陣羽織 Akai jinbaori?), regizat de Satsuo Yamamoto
- 1958: La Saison des mauvaises femmes (悪女の季節 Akujo no kisetsu?), regizat de Minoru Shibuya - Seita Katakura
- 1959: Le Journal des mandariniers sauvages (からたち日記 Karatachi nikki?), regizat de Heinosuke Gosho
- 1959: Aru rakujitsu (ある落日?), regizat de Hideo Ōba - Ryūmon Yamashiro
- 1959: Débordements (氾濫 Hanran?), regizat de Yasuzō Masumura - Seyama
- 1959: Le Mur humain (人間の壁 Ningen no kabe?), regizat de Satsuo Yamamoto
- 1959: L'Écho de l'amour (恋山彦 Koi yamabiko?), regizat de Masahiro Makino
- 1960: Le Lac desséché (乾いた湖 Kawaita mizuumi?), regizat de Masahiro Shinoda - Oseto
- 1960: Akasaka no shimai: Yoru no hada (赤坂の姉妹 夜の肌?), regizat de Yūzō Kawashima - Kikuzō Uetani
- 1961: Maman ! (「粘土のお面」より かあちゃん Nendo no omen yori: Kaachan?), regizat de Nobuo Nakagawa - Toyoda Yoshigurō
- 1961: Tōkyō onigiri musume (東京おにぎり娘?), regizat de Shigeo Tanaka
- 1961: Flocons de nuages (雲がちぎれる時 Kumo ga chigireru toki?), regizat de Heinosuke Gosho - Kubotsu
- 1961: Onna no tsurihashi (女のつり橋?), regizat de Keigo Kimura - Ichizō
- 1962: Sanjuro (椿三十郎 Tsubaki Sanjūrō?), regizat de Akira Kurosawa - guvernatorul Mutsuta[16]
- 1962: Chronique de mon vagabondage (放浪記 Hōrōki?), regizat de Mikio Naruse - Gorō Shirasaka
- 1962: Le Secret du ninja (忍びの者 Shinobi no mono?), regizat de Satsuo Yamamoto - Sandayū Momochi
- 1962: La Bête élégante (しとやかな獣 Shitoyakana kemono?), regizat de Yūzō Kawashima - Tokizo Maeda
- 1963: Entre le ciel et l'enfer (天国と地獄 Tengoku to jigoku?)), regizat de Akira Kurosawa - Baba, directorul companiei National Shoes[17]
- 1963: Ame no naka ni kiete (雨の中に消えて?), regizat de Katsumi Nishikawa - Matsuo Kabayama
- 1963: Wakai Tōkyō no yane no shita (若い東京の屋根の下?), regizat de Buichi Saitō - Kentarō Kuwano
- 1963: Le Vagabond de Kanto (関東無宿 Kantō mushuku?), regizat de Seijun Suzuki
- 1964: Histoires modernes d’escroqueries : Le Tricheur (現代インチキ物語 Gendai inchiki monogatari: Damashiya?), regizat de Yasuzō Masumura - Akatonbo
- 1964: Aa bakudan (ああ爆弾?), regizat de Kihachi Okamoto
- 1965: Samouraï (侍 Samurai?), regizat de Kihachi Okamoto - Hoshino Kenmotsu[18]
- 1965: Sugata Sanshiro (姿三四郎 Sugata Sanshirō?), regizat de Seiichirō Uchikawa[19]
- 1965: Sang et Sable (血と砂 Chi to suna?), regizat de Kihachi Okamoto - Mochida[20]
- 1965: Le Camélia à cinq pétales (五瓣の椿 Goben no tsubaki?), regizat de Yoshitarō Nomura
- 1967: La Femme du docteur Hanaoka (華岡青洲の妻 Hanaoka Seishū no tsuma?), regizat de Yasuzō Masumura - Naomichi Hanaoka
- 1967: Le Jour le plus long du Japon (日本のいちばん長い日 Nihon no ichiban nagai hi?), regizat de Kihachi Okamoto - contraamiralul Toshio Nonaka[21]
- 1968: La Fête de Gion (祇園祭 Gion matsuri?), regizat de Tetsuya Yamanouchi - Akamatsu[22]
- 1969: Leul roșu (赤毛 Akage?), regizat de Kihachi Okamoto - magistrat[23]
- 1972: Baby Cart : Le Sabre de la vengeance (子連れ狼 子を貸し腕貸しつかまつる Kozure Ōkami: Kowokashi udekashi tsukamatsuru?), regizat de Kenji Misumi
- 1974: Bloodsucking Rose (血を吸う薔薇 Chi o sū bara?), regizat de Michio Yamamoto

## Premii și distincții
- 1963: Premiul Panglica Albastră pentru cel mai bun actor în rol secundar pentru interpretarea sa din Shinobi no Mono[24]

## Legături externe
- Yūnosuke Itō la Internet Movie Database
- Yūnosuke Itō pe Japanese Movie Database